# Сантьяго Меле
Сантьяго Меле (ісп. Santiago Mele; нар. 6 вересня 1997, Монтевідео) — уругвайський футболіст, воротар колумбійського клубу «Атлетіко Хуніор» та національної збірної Уругваю. Відомий за виступами в низці уругвайських та закордонних клубів.

## Клубна кар'єра
Сантьяго Меле народився 1997 року в місті Монтевідео. Розпочав займатися футболом у юнацькій команді клубу «Естрелья дель Сур», пізніше грав у юнацьких командах клубів «Пеньяроль» та «Фенікс». У дорослому футболі дебютував 2014 року виступами за команду «Фенікс», в якій грав до 2017 року, взявши участь у 6 матчах чемпіонату.
У 2017 році Меле перейшов до турецького клубу «Османлиспор», проте за короткий час уругвайського воротаря віддали в оренду спочатку до іншого турецького клубу «Анкарагюджю», а пізніше до іспанського клубу «Льєйда», утім там футболіст практично не грав, і в 2018 році повернувся до «Османлиспора». У складі турецької команди Меле грав до 2020 року, проте провів у її складі лише 13 матчів.
У 2020 році Сантьяго Меле повернувся на батьківщину, де став гравцем команди «Пласа Колонія», у якій став основним воротарем. У складі команди грав до 2022 року, після чого на правах оренди перейшов до аргентинського клубу «Уніон».
У 2023 році Сантьяго Меле перейшов до колумбійського клубу «Атлетіко Хуніор». Станом на 22 квітня 2024 року відіграв за команду з Барранкільї 34 матчі в національному чемпіонаті.

## Виступи за збірні
2015 року Сантьяго Меле дебютував у складі юнацької збірної Уругваю, загалом на юнацькому рівні взяв участь у 3 іграх, пропустивши 3 голи.
Протягом 2015—2017 років футболіст залучався до складу молодіжної збірної Уругваю. На молодіжному рівні зіграв у 28 офіційних матчах, пропустив 25 голів.
У 2023 році Меле дебютував у складі національної збірної Уругваю. У складі збірної був учасником розіграшу Кубка Америки 2024 року у США, на якому команда здобула бронзові нагороди. Станом на кінець жовтня 2024 року зіграв у складі національної збірної 4 матчі, в яких пропустив 5 м'ячів.